# Цветко Поповић-Врановачки
Цветко Поповић - Врановачки (Доње Врановце, око 1775 — Копај Кошаре код Ниша, 20. V 1809) био је трговац, Карађорђев четовођа.

## Биографија
Рођен је у Доњем Врановцу у близини Лебана код Лесковца око 1775. године. Писању се научио код неког калуђера. Био је угледни трговац, механџија у свом крају. Имао је у селу свој дућан, а око 1802. године је подигао о свом трошку нову цркву на развалинама старе бошњачке цркве. Пре Кочине крајине отишао је у Шумадију и служио негде у околини Јагодине. Био је вођа јабланичких устаника у Првом српском устанку и Карађорђев бимбаша, заједно са Илијом Стрељом и Савом Дедобарцем. У току Првог српског устанка имао је око седамсто људи из овога краја под оружијем. је био неустрашив противник Турака и Арнаута и покренуо је обнављање цркве у свом крају, на тај начин што је око себе прикупио већи број побожних хришћана вичних зидарству који су обнављање цркве извршили и прикупио већи број младежи с оружјем који су са њиме и дању и ноћу бранила рад на цркви од непријатеља. Погинуо је код Копај Кошаре код Ниша, 20. маја 1809. године.

## Изглед
Био је средњег раста, али крупан, широких плећа, округлог лица, густих црних и великих бркова. Говор му је био гласан. Лепо се носио и ретко је кад ишао пешке, скоро увек на свом вранцу.